# Иоанн Диакон
Иоанн Диакон (Johannes Diaconus, патроним Гиммонид, Hymmonides; 825, предположительно Рим — между 880 и 882) — бенедиктинский монах, церковный писатель. Наиболее известен как автор жития Григория Великого и стихотворного переложения «Киприанова пира».

## Очерк биографии и творчества
В середине IX века Иоанн упоминается в качестве насельника знаменитого бенедиктинского монастыря Монтекассино, позже стал диаконом Римской церкви. По заданию Иоанна VIII в 873—876 годах написал житие Григория Великого (Vita sancti Gregorii Magni) в четырёх частях (BHL 3641; MPL 75), с многочисленными папскими посланиями. В своём труде представил папу Григория как образец святости и предводителя христиан. Иоанну Диакону обязана тысячелетняя традиция западной церкви, связывающая рождение церковного пения католиков с именем Григория Великого, так называемый григорианский хорал (MPL 75, col. 90-91.).
Иоанн является также автором жития папы Климента (BHL 1851) и жития Апостола Павла (труд остался незавершённым).
Переложенная Иоанном в 877 году хореическими стихами так называемая «Вечеря Киприана» (Cypriani cena, др. распространённый перевод — «Киприанов пир»), хотя и не может считаться изысканным литературным сочинением, содержит яркие и небесспорные с точки зрения церковной этики образы и метафоры, свидетельствует о склонности писателя к сатире. Дерзости стиля стихотворной «Вечери», возможно, объясняются тем, что она была написана под конкретный заказ — для пасхального пиршества Карла II.
Сочинения Иоанна Диакона по большей части опубликованы в т.75 «Латинской патрологии» Миня (MPL 75).